# Surinaamse parlementsverkiezingen 2005
De Surinaamse parlementsverkiezingen van 2005 werden gehouden op 25 mei 2005.
Er werd gestemd voor de zetels in de 62 ressortraden en de 51 zetels in De Nationale Assemblée (DNA). DNA of, indien nodig, de Verenigde Volksvergadering kiest daarna de president en vicepresident van Suriname. Voor de verkiezing van de ressortraden wordt het personenmeerderheidsstelsel gebruikt en voor DNA het districten-evenredigheidsstelsel.
De regerende combinatie voorafgaand aan de verkiezingen was het Nieuw Front van zittend president Ronald Venetiaan. Zijn combinatie voerde vooral campagne op het thema van de economische groei van de laatste jaren.
Aan deze verkiezingen nam ook Desi Bouterse deel namens de Nationale Democratische Partij (NDP). Zijn campagneleus was "Des voor Pres". Bouterse was in Nederland vervolgd vanwege drugssmokkel. Nederland en de Verenigde Staten lieten weten dat de relatie met Suriname eronder zou leiden indien Bouterse aan de macht zou komen.
Het Nieuw Front behaalde 23 zetels; een verlies van 10 zetels ten opzichte van de vorige verkiezingen. De Nationale Democratische Partij van Bouterse werd de grootste oppositiepartij met 15 zetels. Grootste verrassing was de A-Combinatie die vijf zetels won. De Volksalliantie Voor Vooruitgang van voormalig president Jules Wijdenbosch behaalde ook vijf zetels.
Bij de presidentsverkiezingen in juli 2005 moest Venetiaan het opnemen tegen de NDP-kandidaat Rabin Parmessar. Venetiaan werd gekozen nadat bleek dat Parmessar een Nederlands paspoort bezat. Dat is volgens de grondwet van Suriname niet toegestaan.

## Partijen en kandidaten

### Deelnemende partijen
De volgende partijen namen deel aan de verkiezingen van 2005: 
| Allianties en partijen | Presidentskandidaat | Lijst      | Districten |
| --- | ------------------- | ---------- | ---------- |
| Nieuw Front (NF) - Nationale Partij Suriname (NPS) - Vooruitstrevende Hervormingspartij (VHP) - Pertjajah Luhur (PL) - Surinaamse Partij van de Arbeid (SPA)                                                                                        | Ronald Venetiaan    | kandidaten | 10 / 10    |
| Nationale Democratische Partij (NDP) | Rabin Parmessar     | kandidaten | 10 / 10    |
| Volksalliantie voor Vooruitgang (VVV) - Democratisch Nationaal Platform 2000 (DNP 2000) - Basispartij voor Vernieuwing en Democratie (BVD) - Kerukanan Tulodo Pernatan Inggil (KTPI) - Pendawa Lima (PL) - Partij Pembangunan Rakat Suriname (PPRS) | Jules Wijdenbosch   | kandidaten | 10 / 10    |
| A-Combinatie (AC) - Algemene Bevrijdings- en Ontwikkelingspartij (ABOP) - Broederschap en Eenheid in de Politiek (BEP) - Seeka |                     | kandidaten |            |
| Nationale Unie | Paul van Leeuwaarde | kandidaten |            |
| A1-Combinatie - Democratisch Alternatief '91 - Politieke Vleugel van de FAL (PVF) - Democraten van de 21ste eeuw (D21) - Trefpunt 2000 |                     | kandidaten |            |
| Progressieve Arbeiders- en Landbouwersunie (PALU) | Jim Hok             | kandidaten | 2 / 10     |
| Progressieve Politieke Partij | Atta Mungra         | kandidaten |            |
| Nieuw Suriname | Rajan Nannan Panday | kandidaten |            |

## Uitslag
| Partij                                                                 | Afkorting | Stemmen | % stemmen | Zetels |
| ---------------------------------------------------------------------- | --------- | ------- | --------- | ------ |
| Nieuw Front                                                            | NF        | 86.690  | 39,37     | 23     |
| Nationale Democratische Partij                                         | NDP       | 48.879  | 22,20     | 15     |
| Volksalliantie voor Vooruitgang                                        | VVV       | 30.352  | 13,79     | 5      |
| A1-Combinatie                                                          | A1        | 12.901  | 5,86      | 3      |
| A-Combinatie                                                           | AC        | 15.867  | 7,21      | 5      |
| Unie van Progressieve Surinamers-Democratie en Ontwikkeling in Eenheid | UPS-DOE   | 10.293  | 4,67      | 0      |
| Nieuw Suriname                                                         | NS        | 3.460   | 1,57      | 0      |
| Progressieve Arbeiders- en Landbouwersunie                             | PALU      | 1.958   | 0,89      | 0      |
| Progressieve Politieke Partij                                          | PPP       | 370     | 0,17      | 0      |
| Nationale Unie                                                         | NU        | 272     | 0,12      | 0      |
| Totaal                                                                 | Totaal    | 211.042 | 100.00    | 51     |

|            | NF | NDP | BEP | DNP 2000 | PVF | BVD | KTPI | ABOP | DA'91 | totaal |
| ---------- | -- | --- | --- | -------- | --- | --- | ---- | ---- | ----- | ------ |
| Brokopondo |    | 2   | 1   |          |     |     |      |      |       | 3      |
| Commewijne | 3  |     |     |          |     |     | 1    |      |       | 4      |
| Coronie    | 1  | 1   |     |          |     |     |      |      |       | 2      |
| Marowijne  | 1  |     | 1   |          |     |     |      | 1    |       | 3      |
| Nickerie   | 2  | 1   |     | 1        | 1   |     |      |      |       | 5      |
| Para       | 2  | 1   |     |          |     |     |      |      |       | 3      |
| Paramaribo | 8  | 5   | 1   | 2        |     |     |      |      | 1     | 17     |
| Saramacca  | 1  | 1   |     |          | 1   |     |      |      |       | 3      |
| Sipaliwini | 1  | 2   | 1   |          |     |     |      |      |       | 4      |
| Wanica     | 4  | 2   |     |          |     | 1   |      |      |       | 7      |
| totaal     | 23 | 15  | 4   | 3        | 2   | 1   | 1    | 1    | 1     | 51     |

## Gekozen Assemblée-leden
Hier volgt de lijst van de 51 assembléeleden in de periode 2005-2010.
| Naam                      | Partij/combinatie | District   | vervanger               | datum entree     |
| ------------------------- | ----------------- | ---------- | ----------------------- | ---------------- |
| Ronald Venetiaan          | NF (NPS)          | Paramaribo | Soesila Angoelall (SPA) | 1 september 2005 |
| Ramdien Sardjoe           | NF (VHP)          | Paramaribo | Adiel Kallan (NPS)      | 1 september 2005 |
| Paul Somohardjo           | NF (PL)           | Paramaribo |                         |                  |
| Guno Castelen             | NF (SPA)          | Paramaribo |                         |                  |
| Otmar Rodgers             | NF (NPS)          | Paramaribo |                         |                  |
| Mahinder Rathipal         | NF (VHP)          | Paramaribo |                         |                  |
| Ruth Wijdenbosch          | NF (NPS)          | Paramaribo |                         |                  |
| Kail Lee                  | NF (PL)           | Paramaribo |                         |                  |
| Winston Jessurun          | A1 (DA'91)        | Paramaribo |                         |                  |
| Caprino Alendy            | AC (BEP)          | Paramaribo |                         |                  |
| Jules Wijdenbosch         | VVV (DNP 2000)    | Paramaribo |                         |                  |
| Yvonne Raveles-Resida     | VVV (DNP 2000)    | Paramaribo |                         |                  |
| Desi Bouterse             | NDP               | Paramaribo | Ginmardo Kromosoeto     | 19 januari 2010  |
| Jennifer Geerlings-Simons | NDP               | Paramaribo |                         |                  |
| Rabin Parmessar           | NDP               | Paramaribo |                         |                  |
| André Misiekaba           | NDP               | Paramaribo |                         |                  |
| Kenneth Moene             | NDP               | Paramaribo | Dennis Menzo            | 19 januari 2010  |
| Ronny Tamsiran            | NF (PL)           | Commewijne |                         |                  |
| Chandernath Tilakdharie   | NF (VHP)          | Commewijne |                         |                  |
| Hendrik Sakimin           | NF (PL)           | Commewijne |                         |                  |
| Rame Amatsoerdi           | VVV (KTPI)        | Commewijne |                         |                  |
| Jules Ajodhia             | NF (VHP)          | Wanica     |                         |                  |
| Sharmila Mangal-Mansaram  | NF (VHP)          | Wanica     |                         |                  |
| Radjkoemar Randjietsingh  | NF (VHP)          | Wanica     |                         |                  |
| Orphue Marengo            | NF (NPS)          | Wanica     |                         |                  |
| Charles Pahlad            | NDP               | Wanica     |                         |                  |
| Wedprekash Joeloemsingh   | NDP               | Wanica     |                         |                  |
| Theodorus Vishnudatt      | VVV (BVD)         | Wanica     |                         |                  |
| Frankel Brewster          | NF (NPS)          | Coronie    |                         |                  |
| Remie Tarnadi             | NDP               | Coronie    |                         |                  |
| Mahinder Jogi             | NF (VHP)          | Saramacca  |                         |                  |
| Sidperkaas Malhoe         | NDP               | Saramacca  |                         |                  |
| Ramon Sital               | A1 (PVF)          | Saramacca  |                         |                  |
| Yvonne Pinas              | NDP               | Brokopondo |                         |                  |
| Hermanus Schalkwijk       | NDP               | Brokopondo |                         |                  |
| Cornelis Kanalie          | AC (BEP)          | Brokopondo |                         |                  |
| Sylvia Kajoeramari        | NF (PL)           | Marowijne  |                         |                  |
| Ronnie Brunswijk          | AC (ABOP)         | Marowijne  |                         |                  |
| August Bado               | AC (BEP)          | Marowijne  |                         |                  |
| Kaulessar Matai           | NF (VHP)          | Nickerie   |                         |                  |
| Carmelita Ferreira        | NF (NPS)          | Nickerie   |                         |                  |
| Rashied Doekhi            | NDP               | Nickerie   |                         |                  |
| Soedeshchand Jairam       | A1 (PVF)          | Nickerie   |                         |                  |
| Harriët Ramdien           | VVV (DNP 2000)    | Nickerie   |                         |                  |
| Ortwin Cairo              | NF (NPS)          | Para       |                         |                  |
| Tatap Pawirodnomo         | NF (PL)           | Para       |                         |                  |
| Ricardo Panka             | NDP               | Para       |                         |                  |
| Leendert Abauna           | NF (NPS)          | Sipaliwini |                         |                  |
| Maaike Nelson             | NDP               | Sipaliwini |                         |                  |
| Margaretha Malontie       | NDP               | Sipaliwini |                         |                  |
| Henk Deel                 | AC (BEP)          | Sipaliwini |                         |                  |

NF · 
NDP · 
PALU
Kandidaten per district: Brokopondo · 
Commewijne · 
Coronie · 
Marowijne · 
Nickerie · 
Para · 
Paramaribo · 
Saramacca · 
Sipaliwini · 
Wanica